# Rui Águas (Fußballspieler)
José Rui Lopes Águas (* 28. April 1960 in Lissabon) ist ein ehemaliger portugiesischer Fußballspieler und -trainer.

## Karriere

### Verein
Águas spielte zu Beginn bei den lokalen Vereinen Sesimbra und Atlético CP. Seine Profikarriere startete jedoch 1983, als er beim portugiesischen Erstligisten Portimonense SC unterschrieb.
1985 wechselte Águas zu Benfica Lissabon, wo er drei Jahre spielte. Gleich im ersten Jahr gewann er mit dem Verein den Portugiesischen Supercup. In der nächsten Saison gewann er mit Benfica den portugiesischen Pokal und erreichte das Supercup-Finale, das jedoch nach Hin- und Rückspiel (1:1, 2:4) verloren ging. In der Saison 1986/87 konnte Águas erneut den Supercup und zusätzlich das Double aus Meisterschaft und nationalem Pokal gewinnen. In seinem letzten Jahr bei Benfica erreichte er das UEFA-Champions-League-Finale, das sie gegen die PSV Eindhoven im Elfmeterschießen verloren.
Nach zwei Jahren beim FC Porto, wo er auch 1988 das Supercup-Finale erreichte und 1990 die Meisterschaft gewann, wechselte er wieder für vier Jahre zurück zu Benfica Lissabon. Dort konnte er erneut in den Jahren 1991 und 1994 die Meisterschaft, 1991 und 1993 den Supercup und 1993 den nationalen Pokal gewinnen.
Mit 34 Jahren wechselte Águas 1994 zu CF Estrela Amadora, bevor er seine Karriere überraschend beim italienischen Verein AC Reggiana beendete, was auch sein einziger ausländischer Klub seiner Karriere war.

### Nationalmannschaft
Águas lief am 3. April 1985 beim Freundschaftsspiel gegen Italien das erste Mal für die portugiesische Fußballnationalmannschaft auf. Insgesamt lief er 31 Mal für Portugal auf und erzielte dabei 10 Treffer.

### Trainer
In der Saison 1999/2000 war Águas Trainer von Vitória Setúbal, womit er sechs Spiele gewann, neun verlor und dreimal unentschieden spielte. Dies hatte zur Folge, dass der Verein in die zweitklassige Liga de Honra abstieg.

## Erfolge
- Benfica Lissabon
  - Portugiesischer Meister: 1987, 1991, 1994
  - Portugiesischer Pokal-Sieger: 1986, 1987, 1993
  - Portugiesischer Supercup-Sieger: 1985, 1987, 1991, 1993
  - UEFA-Champions-League-Finalist: 1988
- FC Porto
  - Portugiesischer Meister: 1990
- Persönlich
  - Torschützenkönig der Primeira Liga: 1991